# Внешняя политика Сингапура
Внешняя политика Сингапура — общий курс Сингапура в международных делах. Внешняя политика регулирует отношения Сингапура с другими государствами. Реализацией этой политики занимается министерство иностранных дел Сингапура.

## История
Сингапур поддерживает дипломатические отношения с 189 странами мира, хотя во многих из них нет его посольств. Является членом ООН, Британского Содружества, АСЕАН и Движения неприсоединения.
По очевидным причинам, наиболее важными являются отношения с Индонезией и Малайзией, несмотря на трудное отделение от второй и индонезийско-малайзийскую конфронтацию, 1963—1966 годов, где Индонезия выступала против создания Малайзии.
Сингапур имеет хорошие отношения с Великобританией, с которой заключил Пять оборонительных договоров (также с Малайзией, Австралией и Новой Зеландией). Хорошие отношения поддерживаются и с Соединёнными Штатами Америки: США рассматриваются как стабилизирующая сила в противовес региональным державам.
Сингапур является сторонником концепции юго-восточноазиатского регионализма и играет активную роль в АСЕАН как основатель этой организации. Является членом форума Азиатско-Тихоокеанское экономическое сотрудничество (АТЭС), Секретариат которого находится в Сингапуре.
Как полноправный участник Организации Объединённых Наций, Сингапур был временным членом в Совете Безопасности в 2001—2002 годах. Участвовал в миротворческих операциях ООН и был наблюдателем в Кувейте, Анголе, Намибии, Камбодже и Восточном Тиморе.
Лидеры Сингапура придерживаются реалистических взглядов на внешнюю политику, они воспринимают мир по Гоббсу, признавая право сильного. Политику отличает оборонительное положение (в соответствии с географическим положением), недоверие со стороны Малайзии и Индонезии по историческим причинам и восприятие Сингапура «маленьким красным пятном в море зелени», по словам президента Индонезии, Бухаруддина Юсуфа Хабиби.
Первым министром иностранных дел Сингапура был Синнатамби Раджаратнам, и внешняя политика государства до сих пор следует его заветам. Раджаратнам изначально формировал курс, беря в расчёт «джунгли международной политики» и был сторонником осторожности из-за наличия постоянных внешних врагов. В 1966 году Раджаратнам видел задачу в том, чтобы обеспечить стране выживание, мир и стабильное процветание в регионе, переживающем взаимную подозрительность между государствами, внутреннюю нестабильность, экономическую дезинтеграцию и конфликты между большими державами.
Согласно этому мировоззрению, внешняя политика Сингапура нацелена на поддержание дружественных отношений со всеми государствами, особенно с Малайзией, Индонезией, странами АСЕАН, а также должна гарантировать, что никакие меры не будут нагнетать напряжённость у властей соседних стран. В 1972 году Раджаратнам предполагал, что мир является тылом Сингапура — то есть интеграция в мировую экономику улучшит положение Сингапура и увеличит его запасы природных ресурсов, которых крайне мало.
Таким образом, Раджарантам верил, что поддержание баланса сил является приоритетным, в противовес превращению Сингапура в фактического вассала более крупных держав, и станет основой для становления свободной независимой внешней политики. Интересы великих держав в Сингапуре также будут удерживать региональные государства от вмешательства в свободу действий на мировой арене.
В марте 2022 года министр иностранных дел Сингапура Вивиан Балакришнан заявил, что КНР играет важнейшую роль для формирования нового миропорядка.
23 мая 2022 года премьер-министр Сингапура Ли Сянь Лун заявил, что не считает необходимым создание в Азии военного блока, поскольку в регионе нет группы стран, которые могли бы объединиться в блок, схожий с НАТО.

## Международные организации

### АТЭС
Штаб-квартира Азиатско-Тихоокеанского экономического сотрудничества (АТЭС) располагается в Сингапуре, который является одним из основателей этой организации. Сингапур признаёт важность АТЭС как важнейшей платформы для развития экономических связей и её преимущества для укрепления регионального мира и безопасности между странами-членами. Сингапур поддерживает усилия АТЭС по обеспечению региональной экономической интеграции, а также программы по образованию, обеспечения готовности к чрезвычайным ситуациям и здравоохранению. В 2009 году в Сингапуре проходил форум АТЭС.

### Интерпол
В 2015 году международная организация уголовной полиции Интерпол открыла свой Глобальный комплекс для инноваций (IGCI) в Сингапуре. С 2016 года в IGCI находится глобальный командный и координационный центр, Управление по наращиванию потенциала и обучению организации, инновационный центр, лаборатория кибер-исследований. Лаборатория и Дирекция по киберпреступности, в которую также входит знаменитый центр Cyber Fusion. Здание также используется для крупномасштабных проектов и операций с глобальным воздействием, тренингов для сотрудников правоохранительных органов и межсекторальных конференций, связанных с регионом Ассоциации государств Юго-Восточной Азии (АСЕАН).

### Большая двадцатка
Сингапур, хотя и не является членом Большой двадцатки (G20), приглашался для участия в саммитах этой организации 2010, 2011 и с 2013 по 2017 годы в качестве представителя Группы глобального управления. В феврале 2017 года министр иностранных дел Сингапура Вивиан Балакришнан присутствовал на встрече министров иностранных дел стран G20 в Бонне.

## Международные гуманитарные усилия
- В декабре 2004 года, во время катастрофического цунами, обрушившегося на Индонезию, вооружённые силы Сингапура направили три десантно-вертолётных кораблей-доков типа «Эндуранс» — «RSS Endurance», «RSS Persistence» и «RSS Endeavour» у побережья Меулабоха, одного из наиболее пострадавших городов Индонезии, где все дороги были разрушены. На борту этих кораблей были медицинские и инженерные бригады и добровольцы из НПО. Корабли были также загружены медикаментами и тяжелым оборудованием, чтобы помочь очистить дороги и убрать мусор. Шесть вертолётов Boeing CH-47 Chinook и два вертолета Super Puma были также отправлены в Ачех, два вертолета Chinook и два вертолета Super Puma в Пхукет, Таиланд. Самолёты Lockheed C-130 Hercules также были отправлены для доставки помощи в районы, пострадавшие от цунами[16].
- В сентябре 2005 года Сингапур отреагировал на помощь пострадавшим от урагана Катрина в Соединённых Штатах Америки, направив четыре вертолёта CH-47 Chinook и сорок пять сотрудников военно-воздушных сил Сингапура.
- После взрывов на Бали в 2005 году вооружённые силы Сингапура направили медицинскую группу, состоящую из двух врачей, двух медсестер и двух медработников на Бали для оказания помощи в лечении жертв взрывов в больнице Санглах[17].
- В октябре 2005 года Силы гражданской обороны Сингапура направили в Пакистан группу спасения при стихийных бедствиях, состоящую из 44 человек, для оказания помощи в спасательных операциях после землетрясения в Кашмире[18].

## Участие в войне с терроризмом
На Сингапур влияет война против терроризма, о чем свидетельствует серия нападений на посольства в Сингапуре.
С 15 по 17 августа 2005 года в Сингапуре состоялись многонациональные учения по защите морских перевозок под кодовым названием «Deep Sabre» в рамках Инициативы по безопасности в борьбе с распространением оружия массового уничтожения. В учениях, начатых на военно-морской базе Чанги в Южно-Китайском море, участвовали около 2000 человек из 13 стран.
В Сингапуре состоялась Региональная конференция по борьбе с терроризмом специальных сил 21-25 ноября 2005 года. 6 мая 2004 года премьер-министр Сингапура Го Чок Тонг выступил с речью в Совете по международным отношениям в Вашингтоне под названием «За пределами Мадрида: победа над терроризмом», в котором выразил мнение Сингапура по поводу противоречивой и часто подвергающейся критике войне с терроризмом.

## Международные усилия по борьбе с пиратством
В августе 2005 года Малайзия, Индонезия и Сингапур договорились провести совместное патрулирование и борьбу с пиратством в Малаккском проливе для повышения безопасности в том регионе, где обитает одна из самых больших в мире популяций тюленей, позже к ним присоединился Таиланд.
Индонезия, Малайзия и Сингапур проводят трёхстороннее, скоординированное морское патрулирование, известное как морские патрули Малаккского пролива, и совместные воздушные наблюдения в рамках соглашения «Eyes in the Sky». Другие формы сотрудничества между прибрежными государствами включают в себя соглашение между Малайзией и Индонезией в 2007 году о расширении совместных усилий по борьбе с пиратством в Малаккском проливе, систему наземного наблюдения (SURPIC), запущенную Сингапуром и Индонезией в мае 2005 года, и патрульную информационную систему (MSP-IS) для обмена информацией о судоходстве в Малаккском проливе.

## Консульства
Помимо посольств или высоких комиссий, Сингапур имеет консульства или почетные консульства в следующих государствах: Австрия, Бангладеш, Канада, Чили, Китай, Чехия, Дания, Германия, Греция, Гонконг, Венгрия, Индия, Индонезия, Ирландия, Израиль, Италия, Япония, Иордания, Казахстан, Ливан, Малайзия, Мексика, Нигерия, Норвегия, Пакистан, Папуа-Новая Гвинея, Перу, Португалия, Саудовская Аравия, Республика Корея Испания, Шри-Ланка, Швейцария (Постоянное представительство в Женеве), Турция, Объединённые Арабские Эмираты, Соединённые Штаты Америки и Вьетнам.